# Каган Наум Йосипович
Наум Йосипович Каган (30 листопада 1918, Ромни — 22 травня 1963, Челябінськ) — радянський металург, винахідник, лауреат Ленінської премії.

## Біографія
Після закінчення Дніпропетровського металургійного інституту за спеціальністю інженер-металург (1941) працював помічником майстра на Південнотрубному заводі (Нікополь).
З початку Великої Вітчизняної війни в евакуації. В 1941—1943 роках — на Первоуральском новотрубном заводі (Свердловська область), займався розробкою нових технологічних схем прокатки труб.
З серпня 1943 року — на Челябінському трубопрокатному заводі: старший інженер-конструктор, начальник технологічної групи трубопрокатного цеху № 2, з 1949 року керівник технологічної групи трубозварювального цеху № 1 (в подальшому цех № 7), з 1952 заступник начальника цеху, у 1960—1963 роках заступник начальника трубозварювального цеху № 2 (№ 8).
В 1952 році в співавторстві з інженером Ю. М. Матвєєвим запропонував нову калібрування при прокатці труб з уширенного штрипса, що дозволило на 15 % збільшити продуктивність стану.
Помер у результаті важкої хвороби.
Син — Володимир.

## Нагороди
Лауреат Ленінської премії 1963 року (спільно з Я. П. Осадчим і В. М. Усачовим) за створення високошвидкісного стану безперервного пічного зварювання труб.